# 岬さくら
岬 さくら（みさき さくら、1993年2月12日 - ）は、日本のAV女優。17LIVEの動画配信者（配信名は、ちぇる）、モデル。NAXプロモーション所属。

## 略歴
1993年2月12日生まれ。
これ以前にも活動歴はあるが、2019年、腰痛が原因で芸能活動を中止し、ライブストリーミングサービスの17LIVEでちぇるとしてライブ配信をスタート。
2020年9月、溜池ゴローの専属女優としてデビュー。人妻設定を重視するメーカーだが、岬のデビュー作から3本目までは等身大の27歳の新人を描写するドキュメンタリー風の作品であった。なお、2021年9月17日配信開始の作品も、ドキュメンタリー風の作品である。
2020年10月16日、九州スポーツ誌上単体女優部門５位。2020年10月17日東京スポーツ、中京スポーツ、大阪スポーツ誌上単体女優部門５位。
2020年12月26日、写真週刊誌FLASHの2020年「現役最強セクシー女優BEST100」にて、93位に選出。「元テレビタレント感がいい。熟女感と若さの同居」と評価。
FANZAの2020年年間DVDランキング ベスト100に2つの作品が入る。
2021年3月12日発売のt-Aceの配信限定シングル『LINEはもう返さない』のミュージック・ビデオに出演する。
2021年4月23日、クレインより、イメージビデオ『とても素敵な夜だから』が発売される。
2021年4月27日、ジーウォークより写真集『ゆめさくら』発売される。
2021年9月、クラウドファンディングサービス「ひとつなぎ」で、1周年記念フォトエッセイ作成のための資金を募り、ストレッチゴールで当初の目標200万円を上回る260万円以上を集め、2021年12月にフォトエッセイを出した。
2021年12月5日に行われたムエタイの試合『BOM WAVE07 The2nd』のラウンドガールを務める。
2021年12月17日より、FANZAの直筆クリスマスカード & マスクオークションのバナーガールに採用される。
2022年1月1日、ファインピクチャーズより、イメージビデオ『Sweet Time/岬さくら』が発売される。

## 人物
大人の色気が漂うきれいな顔立ちで、程よく成熟したボディは艶やか。
第一印象はお嬢様っぽい、A型っぽいと言われることが多いが、慣れてくると意外だらけのようで、天然とか宇宙人と言われることが多い。
自身のチャームポイントについて問われ、「脚、お尻、指と、笑顔」と答えている。
プライベートでの体験人数は2人。高校時代に交際していた同級生と短大生時代の恋人。厳しい芸能事務所に入ったので男女交際は行わず、アダルトビデオのデビュー作が7年ぶりの性行為だった。
アダルトビデオに出ようとしたきっかけは、芸能活動をしていた時と同じく「影響力を持ってみんなを勇気づけるようになりたいと思ったから」。
ミヤザワタカキによると、「声も素敵」「とにかく真面目でいい人、そして天性のエロスの持ち主です。後半、自然体になるほど魅力が増して行きました。イベントで直接話す機会があれば、歳上だけでなく同年代や歳下も虜にしてしまうでしょう」とのこと。
17LIVEではちぇる名義で配信し、トークは軽快で、オーディエンスから「悶絶するほど可愛い」と言われることがしばしばある。水曜日のカンパネラの『トルコ行進曲』、『オワタ』など、面白い系の曲を歌うことが多く、それに合わせて踊ることもある。流行りの曲から演歌まで、気分で歌ったり踊ったりすることもある。またBGMで流していた曲から、いきなり替え歌を作ることもある。
お笑い芸人のリボルバー・ヘッドは、「TikTokでは毎日のように可愛らしい姿をアップし」「チェックするのが日課になっている」「ファンの質問にも丁寧に答える神対応っぷりもナイス」と語っている。

## 作品

### アダルトビデオ
- CMなどで活躍! 地方のコンテストでもグランプリに輝いた元・芸能人! AVデビュー!! 岬さくら（9月12日、溜池ゴロー）
- 潮吹き禁止を命じられてガマンするけど大量に出ちゃった3本番 岬さくら（10月10日、溜池ゴロー）
- 中出し解禁! 元・芸能人が妊娠覚悟で経験するはじめての中出し性交3本番 岬さくら（11月13日、溜池ゴロー）
- 私、実は夫の上司に犯され続けてます… 岬さくら（12月12日、溜池ゴロー）

- はじめて彼女ができたのに… 隣に住む欲求不満な人妻さんに食べられ罪悪感勃起した 岬さくら（1月9日、溜池ゴロー）
- 女教師NTR 学年主任の妻が教頭先生と修学旅行の下見へ行ったきり… 岬さくら（2月12日、溜池ゴロー）
- 本番なしのマットヘルスに行って出てきたのは隣家の高慢な美人妻。弱みを握った僕は本番も中出しも強要! 店外でも言いなりの性奴隷にした 岬さくら（3月13日、溜池ゴロー）
- バイト先NTR 欲求不満な人妻の愚痴を聞いていたら毎日中出しSEXできた 岬さくら（4月9日、溜池ゴロー）
- 欲求不満な団地妻と孕ませオヤジの汗だく濃厚中出し不倫 岬さくら（5月7日、溜池ゴロー）[35]
- 隣家の人妻が開業した個人エステ店から漏れ響く男の悲鳴。 恐る恐る予約したボクに施術されたのは気絶寸前まで連続射精させられる神痴女フルコース! 岬さくら（7月9日、溜池ゴロー）
- 今日は孕むまでナカに出して… 岬さくら（8月6日、溜池ゴロー）
- 60日禁欲企画! 拘束して激イカセ焦らしオーガズム! …のはずが我慢の限界で拘束されたままド痴女化! 暴走マラ狩り無双SEX! 岬さくら（9月17日、溜池ゴロー）
- 親父の再婚でできたノーパンお義母さんのアナルちら見えデカ尻に我慢できず暴走バック中出し 岬さくら（11月12日、溜池ゴロー）
- テレワーク推奨のオフィスで欲求不満な色気むんむん人妻女上司と2人きり。 昼間から翌朝まで濃厚接触ハラスメントでオーバーワーク射精させられた勤怠記録 岬さくら（12月17日、溜池ゴロー）
- 岬さくら1年分初BEST35本番12時間（12月17日、溜池ゴロー）※単体ベスト

- え、ここで!? 30日間禁欲させた人妻が夜まで我慢できず、舐めマン痴女化! 下品なバキュームフェラデート 岬さくら（1月14日、溜池ゴロー）
- 地味そうに見えた隣家の文学系人妻がある日部屋を間違えオナニーをしている僕の部屋に入ってきた。 見た目とは裏腹に物凄い肉食でねっちょり僕を犯しまくる。 岬さくら（2月11日、溜池ゴロー）
- 殺したいほど嫌いな義父のチ○ポがまさかのドストライク! 夫がいない間のレ×プでマゾメス覚醒NTR 岬さくら（3月11日、溜池ゴロー）
- 元・芸能人 パイパン解禁! 剥き出しクリトリスでブッ飛び絶頂しまくる超快感ハイジニーナ性交 岬さくら（4月19日、溜池ゴロー）
- ご入浴タイム中は何度射精してもOK！いつでもどこにでも射精し放題ソープ 岬さくら（5月17日、溜池ゴロー）
- ホームステイに来た黒人が性欲絶倫モンスター! 抜かずの姦通中出しNTR 岬さくら（6月21日、溜池ゴロー）
- 生徒の誘惑に理性を保った俺が、人妻になったその子の色気に負けた12年後の再会 岬さくら（7月19日、溜池ゴロー）
- 愛妻交換 幼馴染の妻と俺の妻を交換して中出ししまくった4日間の記録。 岬さくら 北乃ゆな（8月16日、溜池ゴロー）
- 友達の母親 ～最終章～ 岬さくら（9月15日、センタービレッジ/花園）
- JET映像7周年記念連続ドラマねとられ3部作 僕の嫁さんをねとられたからお宅の嫁をねとりかえす 【第3話】 岬夫婦の場合 岬さくら（11月8日、JET映像）
- 「イキ過ぎちゃってるよ!」 痙攣絶叫絶頂! 激・肉欲不倫 極上娼婦の様なモデル系Fカップ美人妻と淫乱絶頂SEX 岬さくら（12月13日、オーロラプロジェクト・アネックス）
- ザーメン20発溜めるまで出れない部屋に閉じ込められて…妻と性交を重ねても精子が足りず、一緒に閉じ込められてる絶倫オヤジに妻のカラダを貸し出す羽目になってしまった 岬さくら（12月13日、アリスJAPAN）
- 誰も助けてくれない ゲス野郎に狙われた冷酷無比中出しレ●プ 岬さくら（12月16日、MAXING）

- 妊娠させてもいい人妻! この美貌で、隠れドMだった他人の妻! 脳バグ中出しオナホに調教してみた「私、孕まされるのが性癖みたい…」（1月10日、新セカイ/妄想族）
- マンション隣人の悪質クレーマーから犯されて何度も何度もイカされまくり バイブ中毒に改造された人妻 岬さくら（1月17日、山と空/妄想族）
- 岬さくら10タイトル8時間BEST（1月17日、溜池ゴロー）※単体ベスト
- 何コレ?! こんなの初めてっ!! 媚薬がたっぷりしみ込んだ布が、第2の皮膚となって全身を覆う常識破りの快感エステ!! 2（1月19日、LEO）
- マッチングアプリでナンパした隠れ巨乳シロート美女に狭い公共便所で「僕のオナニー見てください!」 即金ガチ交渉!! 目前のフル勃起チ●ポに興奮隠せず… 生唾ゴクリ発情 細腰フリまくり巨乳ビクつきイクイク生SEX!!（2月21日、FunCity/妄想族）
- 8頭身の美脚ドエロ女の黒パンストSEX! 岬さくら（2月28日、セレブの友）
- 潜入っ!! ●●駅北口から徒歩2分! これがウワサの闇リフレ!!（3月16日、LEO）
- 早朝ランニングで出逢った人妻と無我夢中で生ハメしまくった午前5時から7時までの濃密不倫―。 岬さくら（3月28日、マドンナ）
- 行き過ぎた過保護が原因で新しい愛の形を見つけてしまった後妻 岬さくら（3月28日、マザー）
- 涙のノンストップ激イカせSEX 26 岬さくら（3月28日、セレブの友）
- 近親素股プレイでハプニング!! 姉がセックスの伝授中にガマン出来ずにヌルンと挿入 3（4月14日、LEO）
- 地方局女子アナガチナンパ NEWSの顔が衝撃のおっぱい丸出し放送事故→包茎男子と生中出しSEX（4月28日、赤面女子）
- 栗の華の匂いと愛液に塗れた、御籠りセックス。 岬さくら（5月9日、オーロラプロジェクト・アネックス）
- 『岬さくら』の素顔 ～中出しアヘ顔絶頂4SEX～（5月23日、セレブの友）
- 肉嫁 (やる!) 激しい夜の情熱（5月23日、FAプロ）
- ラッキーな胸チラを発見し、気づかれないように見てたけど、やっぱりバレてた?! 24 ～ヨガインストラクター編～（6月15日、LEO）
- 夫の出世のために上司をハニトラにかけたら他人の子供を妊娠してしまった美人妻  岬さくら（6月27日、マザー）
- 濡れてテカってピッタリ密着 神競泳水着 岬さくら ロリ可愛い女子の競泳水着姿をじっとりと堪能! 着替え盗撮から始まり貧乳から巨乳にパイパン、ハミ毛、ジョリワキ等のフェチ接写やローションソーププレイや競泳水着ぶっかけ等を完全着衣で楽しむAV（7月6日、親父の個撮）
- 恥辱の家庭訪問 岬さくら（7月11日、オーロラプロジェクト・アネックス）
- 童貞の教え子を誘惑して弄ぶために教師になりました 岬さくら（8月8日、BALTAN）
- 潜入!! 噂のリンパマッサージ店 17 「裏オプション、いかがなさいますか?」（8月10日、LEO）
- 産婦人科痴漢!! 20 何も知らない若妻に治療と称して中出しまでっ!!（8月10日、LEO）
- 一般男女ドキュメントAV ドスケベヤリマンたちと宅飲み → 朝を迎えるまでずっと中出し 綺麗なお姉さん2人がチ○ポバカになるまでヌイてくれるハーレム合コン（8月11日、赤面女子）
- JOI 私の前でしか精子出しちゃダメッ ちんシコ誘惑サポート 一緒にオナニーしよっ（8月15日、プリモ）
- 高級美容サロン勤務の美人セラピストさんがお口だけでじゅぼんじゅっぼんバキュームノーハンドフェラ!? 上品な一流エステティシャンがお口だけのマッサージww 心を込めてチ○ポをしゃぶり尽くして思わず赤面発情… 総発射12発! 4人全員中出しSP（9月8日、赤面女子）
- 人妻ナンパ中出しイカセ 40 目黒編（9月8日、ホットエンターテイメント）
- ＃港区 息子の保育園のママ友同士が不倫に走った時のビデオ（9月12日、MERCURY）
- 【厳選】美巨乳セラピストが全裸で絡みつく「おま●こ回春↑」極楽マッサージサロンが「ヤバいっ!!」（10月24日、ヤングコーン/妄想族）
- 激しく舌を吸われ続ける濃厚ベロチュー×トルネード寸止めオイル手こき（11月7日、アロマ企画）
- 超裏オプ全開!! 予約3カ月待ちの高級ド痴女メンエス嬢との悶絶必死Wセラピスト施術!! 紙パンツを突き破る勃起チ○ポを昇天させる神業ハンドテクで責め続ける怒涛のエロマッサージ（＾＾；）（11月10日、赤面女子）
- おっさんラッキー 岬さくら（11月14日、タカラ映像）
- 同窓会で飲んで酔った人妻を寝取って中出ししまくった 岬さくら（11月16日、MAXING）
- 顔出し解禁!! マジックミラー便 マスク美女の歯科衛生士 初めての公開ディープキス編 8人全員SEXスペシャル!! 普段はマスクの下に隠された美顔を初披露! 口腔内で舌を激しく絡め合わせる濃厚接吻でオマ○コがトロけた白衣の天使がデカチンSEX!（11月21日、DEEP'S）
- 花の丸出しストリップ・ダンス・ショー（11月28日、1113工房/妄想族）
- 柔らか乳房で顔面モフモフしながら優しい指技と舌技で施術してくれる男性乳首開発サロン（12月5日、アロマ企画）
- 元芸能人Fカップ29歳 性格SSSの最強美脚モデル 岬さくら@ノースキンズ! 【中出しドキュメント】（12月7日、ノースキンズ）

- 顔出しMM号 黒パンスト限定 ザ・マジックミラー 高身長の美脚OLが「固定バイブモデル」に挑戦! 黒パンスト直履きオマ○コにバイブを挿入したまま青空ハレンチ撮影会! 止まらないうねりに我慢できず脚ガックガク痙攣イキ!（1月2日、DEEP'S）
- つけまわし拉致 昏睡レ●プ 被害者3名（1月5日、ゲッツ!!）
- 【G1】スパンデクサー サンエンジェル 岬さくら（1月12日、GIGA）
- 教室に居場所がない男子生徒が校舎裏や屋上で青姦テロ!! アヘ堕ちして従順肉便器にされてしまった優しい美尻女教師 岬さくら（1月23日、山と空/妄想族）
- 中学校の先生 岬さん（1月27日、JUMP）
- 女上司は乳首がお好き! 乳首いじりが大好きな女上司のチクハラ射精オフィス ボクの女上司:さくらさん（2月6日、下半身タイガース/妄想族）
- ラテックスパンツの腿こき（2月27日、アロマ企画）
- 酔っ払ってガードがユルユルの奥さんのスーツ姿にもう我慢出来ないっ! 2（3月5日、下半身タイガース/妄想族）
- 顔出しMM号 美人妻限定 ザ・マジックミラー 仲良しママ友対抗! 童貞逆ナンパ射精バトル!! 3 出会ったばかりの年下童貞を人妻が恥じらいながらも手コキ・オナホコキ・フェラ! 筆おろし中出し!!（3月5日、DEEP'S）
- 岬さくらレズ解禁 初めての快感! イキ狂う超濃厚体液ドロドロ絶頂アクメ レズビアン 岬さくら 一条みお（3月12日、ビビアン）
- 部員が卒業して廃部寸前! 勧誘活動超強化! 部活存続のために集団痴女誘惑 岬さくら 鈴音杏夏 天海一華（3月12日、BALTAN）
- ブーツの美魔女とナマ交尾 即ズボチ〇ポの快感に美貌が蕩ける… さくらさん33歳（3月19日、有閑ミセス/エマニエル）
- 鎧装戦機ヴォルガイガー ヴォルト=アーシタ vs 悪女ファナティーク（3月22日、GIGA）
- 岬さんのパンスト脚がエロ過ぎて脳みそがとろけそう 岬さくら（3月26日、MEGAMI）
- 世界一幸せな乳首弄り! 騎乗位のSEXでラブラブしながら顔見つめられ感覚麻痺するまで弄られ続ける（3月26日、アロマ企画）
- 尻肉と肛門に歓喜する（3月26日、1113工房/妄想族）
- 素人ヘアヌード大図鑑～個性溢れる陰毛を美しく備えた清楚美女編（3月26日、S級素人）
- 世界一幸せな乳首弄り! 騎乗位のSEXでラブラブしながら顔見つめられ感覚麻痺するまで弄られ続ける（3月26日、アロマ企画）
- 至上の3Pエステ爆誕! 指先の魔術師《岬さくら》× 焦らしの天才《及川うみ》!!（4月23日、アロマ企画）
- 男子生徒の憧れの的! 学校一の美人女教師に性教育の授業と称し生パンスト素股に挑戦してもらいました!? 一日中教壇に立ちムッレムレの生パンストにデカチンが擦れて赤面発情! パンストはエッチな汁まみれ! そのままビリッと生で擦り合わせて、ヌルヌルワレメに結局つるんと入って生中出し!!（5月10日、赤面女子）
- ぷりぷりショートパンツの尻にザーメンぶっかけ!!（5月14日、アロマ企画）
- 顔出し解禁!! マジックミラー便 高級住宅地に住むセレブ人妻のレギンス美尻編 8人全員SEXスペシャル!! 透け! 食い込み! 無自覚に誘惑するピタパン尻を揉みしだき! ハイクラスな奥様のオマ○コにデカチン挿入!!（5月21日、DEEP'S）
- ふしだらな妻 あぁ、知らぬは夫ばかりなり（5月28日、FAプロ）
- M男がハメられて抜け出せないアナル快楽専門風俗 岬さくら（6月4日、M男パラダイス）
- ヒロインエロピンチオムニバス 夢幻戦隊ミスティックレンジャー（6月14日、GIGA）
- 顔出しMM号 美人キャビンアテンダント限定 ザ・マジックミラー 勝てば100万円! 負ければ即ハメ! 航空会社対抗中出し野球拳! 2 高嶺の花のCAオマ○コに何度イってもやめないデカチン追撃ピストンで連続中出し!（6月18日、DEEP'S）
- 某地方都市で営業してるAVのプロダクションの面接にやってきた女の子たち（2） 8名収録（6月22日、JUMP）
- 女子●生の敏感乳首健康診断 第二期（7月1日、OFFICE K’S）
- 「あなたの普段のオナニー見せて下さい」と羞恥の公開オナニーさせられてたら我慢できずにチ〇ポが欲しくなってしまった素人娘（7月1日、OFFICE K’S）
- マッサージあるある【番外編】 出勤嬢もお客も極めて少ない「平日昼間の暇な時間帯」は、かなりの確率でグレーゾーンになっている説～その2（7月9日、アロマ企画）
- お姉さんのエロ尻に圧迫壁ドンされたいオジさん達（7月23日、アロマ企画）
- 推しの接吻は見てられない! 岬さくら（7月25日、RADIX）
- ヨガ体験教室の生徒で男は僕だけ…エロ目的での参加だと誤解されてはいけないと思えば思う程、美人インストラクターの突き出した美尻を見てチ●ポが反応してしまう…。下腹部の膨らみを見つかった僕は、体験コースには含まれていない集団エロレッスンに身を委ねてみる事にした…。 岬さくら 桐香ゆうり 天海一華 夏白麻矢 逢月ひまり（8月1日、OFFICE K’S）
- 万引き妻 媚薬制裁で潮吹き連続アクメ（8月1日、OFFICE K’S）
- 出張マッサージ師の鼠径部きわきわ施術で下着に染みができるほどのつゆだくマ〇コに豹変 旦那とは違う凄テクと絶倫チ〇ポで壮絶に寝取られた話。岬さくら（8月15日、MILK）
- 夫の部下たちから逆恨み中出しをされて色情魔へと豹変したパワハラ部長の奥さん 岬さくら（8月20日、アクアモール/エマニエル）
- 手を使わないでしゃぶって欲しい オンナのくちマ〇コは最高の快楽（8月20日、有閑ミセス/エマニエル）
- 同人ヒロイン29 ヒロインピンチスペシャル リュウセイブルー 【後編】（9月13日、GIGA）
- スパンデクサー コスモエンジェル & サンエンジェル 【前編】（9月27日、GIGA）
- ベロチュー乳首弄り×睾丸弄りオイル手こき × 連続2回発射!!（10月8日、アロマ企画）
- 全裸淫語落語 岬さくら 天野花乃 真白みのり（10月10日、ROCKET）
- スパンデクサー コスモエンジェル & サンエンジェル 【後編】（10月11日、GIGA）
- 美女ばかりが在籍しているという噂のメンズエステ店に行ったら、お姉さんたちのエロすぎる施術にチ●ポが暴発寸前!! しかも「お店には内緒ね」という神展開のささやきで生本番まで出来ちゃった僕! 花音うらら 佐藤ののか 一条みお 岬さくら 桐香ゆうり（11月1日、OFFICE K’S）
- 白濁愛液ベットリ!! 素人娘が初めての黒ディルドオナニー (7)（11月1日、OFFICE K’S）
- ハーレムでヘブン状態!! 視線が気持ち良すぎるセンズリ見せつけ倶楽部 (1)（11月1日、OFFICE K’S）
- 一般男女モニタリングAV × マジックミラー便コラボ企画 産後の巨乳ママが初めてのパンスト履きっぱなしイキ潮体験! 濡れシミができるほどパンストの中で手マンされ連続イキ漏らしした人妻オマ○コに旦那よりも大きいデカチン挿入で生中出し!!（11月5日、DEEP'S）
- レディーウェンリス 令嬢ヒロイン快楽堕ち（11月8日、GIGA）
- 素人おま○こくぱぁ観察5-人妻編-輝くビラビラが透けて見えそうなほど4Kカメラ超接写至近距離で照れイキオナニー30ま○こ295分（11月26日、S級素人）
- 働くオンナの淫らなパンスト遊戯（12月1日、OFFICE K’S）
- 恥じらう素人娘たちの生おっぱいモミまくり!! (6)（12月1日、OFFICE K’S）
- 一般男女モニタリングAV マジックミラーの向こうにはキスをしてくれない旦那! 愛する旦那とはご無沙汰な人妻がどんどん過激になる10種類の濃厚ディープキス体験! 年下青年とのベロチューで久しぶりにオマ○コが熱くトロけた奥様は初めてのキスまみれセックスで連続中出し!（12月3日、DEEP'S）
- 働くオンナの見せつけ挑発ダンス（12月10日、うさぎ/妄想族）

- 究極JOI マスターベーションインストラクション SP3 水端あさみ / 一条みお / 岬さくら（1月9日、ROCKET）
- 一般男女モニタリングAV 仲良しママ友さん 2人で協力して初対面の大学生チ○ポをノーハンドフェラで早漏改善してくれませんか!? お口だけの射精管理で暴発した大量ザーメンを味わって発情した人妻たちが昼間からラブホテルでチ○ポ奪いあいハーレム3P! 最後はW生中出し!（1月21日、DEEP'S）
- 鮮光戦隊サイリュウジャー ヘドロマスク 幽霊マスク編（1月24日、GIGA）
- 射精の瞬間を見逃さない! 精子の出口をガン見射精（1月28日、SEX Agent/妄想族）
- 時間を何度も戻せる世界 レ○プしても中出ししても全て無かった事にできるタイムリープ能力でクラスの女子をヤりたい放題!（2月4日、DEEP'S）
- 「常に性交」ビキニマッサージ 13 密着睾丸もみほぐし編（2月6日、SODクリエイト）
- セレブ仮面（2月14日、GIGA）
- 素人ヌード撮影会に来たモデルさんに突然オナニーをお願いしてみた!!（2月25日、うさぎ/妄想族）
- 人妻百合族 ～再会レズセックス、懐かしさの手前でこみ上げる愛欲～ 及川うみ 岬さくら（3月4日、U&K）
- 一般男女モニタリングAV 夫婦熱を再燃させる愛妻交換企画 初対面の夫婦同士がタオル一枚で相席混浴スワッピング! 旦那の目の前で他人に抱かれて喘ぐ人妻たちのスケベ本性が剥き出し! お互いの旦那が嫉妬するほどイキ乱れる生ハメ連続射精セックス!（3月4日、DEEP'S）
- 救星戦隊ワクセイバーSP 前編（3月14日、GIGA）
- 救星戦隊ワクセイバースペシャル 後編（3月28日、GIGA）[36]
- 男を骨抜きにするエッチなお姉さん 岬さくら250分（3月31日、マザー）

### アダルトVR
- 岬さくら初VR!! 芸能人の愛人と週刊誌の目を盗んでお忍び温泉旅行。絶倫のアナタの精子が枯れちゃうほどひたすら生でハメまくってくる中出し不倫（8月5日、溜池ゴロー）

- 声が出せないところでエッチをして不完全燃焼のまま帰宅したら必然的に燃える 岬さくら（10月27日、AQUA）
- 退社の別れを惜しむ様にねっとりしつこくフェラチオをしてくれた今度結婚する同期の女 岬さくら（11月12日、KMPVR）
- 「さっきからどこ見てるの?」 兄嫁がハダカ同然で誘惑するイキじゃくり性交 岬さくら（11月27日、KMPVR）
- 丸出しストリップ・ダンス・ショーをあなたに（12月25日、1113工房VR）

- 客が少ない穴場のピンサロ店は暇な女の子がどんどん集まってくるからありえないほどコスパがいい 岬さくら 鈴音杏夏 天海一華（2月23日、AQUA）
- 女のハダカを目の前でガン見したい vol.2（3月23日、1113工房VR）
- 健全なお店のエステティシャンも勃起させて痴女りたい 岬さくら（11月1日、AQUA）
- シックスナイン相互オナニーで顔射してもらう女達（11月15日、AQUA）
- 一週間イチャラブ射精管理生活 岬さくら（12月6日、AQUA）

- ストッキング脚でイジメながらセンズリサポート（1月17日、AQUA）

### アダルト動画配信
- 【美脚見せつけスリット悩殺】【給料明細 #12】妖艶な魅力溢れるチャイナドレスを身にまとい過激すぎるセクシー接待で稼ぐ、バツイチ美女の生き様を大公開!! 究極の絶頂!! じっくり楽しむ悶絶極上スローSEX!! さくら 30歳 チャイナ (スーパー) コンパニオン（9月17日、SUKEKIYO）
- さくらちゃん（10月6日、俺の素人-Z-）
- 【スケベ丸出し騎乗位】大人っぽい色気たっぷりな姉御肌妻を後輩に寝取らせてみたら…【さくら(28) / 結婚2年目】（10月17日、ドキュメントdeハメハメ）

- 【どエロ唇】【性欲全開】彼氏と別れて人肌恋しいアラサーちゃんが現れた! 元来のスケベでありながらほぼ一年間凝縮され続けた性欲はまさに化け物クラス! 最初っから最後までSEXを求め続けるし、用意した男と個人的にも繋がろうとするモンスターだ! こんだけエロくて可愛いんだから男も引くて数多だろうけど年収2000万で毎日SEXできる男なんてなかなかいないよ! 今後も結婚目指して頑張ってね♪ 【アラサーちゃん。14人目 わかなさん】（1月10日、Jackson）
- 桜井みさき（2月22日、東京恋人）
- さくら（3月1日、E★人妻DX）
- すみれ（3月1日、Cullet）
- 岬アナ（4月18日、俺の素人-Z-）
- さくら (hmdnc601)（5月13日、ハメドリネットワークSecondEdition）
- さら (taxd037)（6月10日、密室タクシードライバー）
- ふみか（6月27日、素人ギャラリー）
- 【圧巻のフェラテク】【揺れる美乳】久しぶりの肉棒に目を輝かせる美人OL。激しいピストンにノックアウト寸前!? 応募素人、初AV撮影 336 さくら 26歳 OL（6月28日、シロウトTV）
- さくらさん (oreh025)（7月7日、俺の素人-Z-）
- あきな（7月21日、待ち伏せハンター）
- さくらさん (oreco407)（8月7日、俺の素人-Z-）
- さくらさん & かなさん (oreco406)（8月7日、俺の素人-Z-）
- さくらさん (oreco454)（9月5日、俺の素人-Z-）
- みさき (sraz009)（9月5日、素人ギャラリー）
- さくら (姉)（10月27日、ホームメイド）
- 岬暁子 & 及川友美 (mywife629)（11月4日、舞ワイフ）
- みさ（11月30日、お店に内緒のJ○リフレ）
- S171ちゃん（12月1日、蜃気楼）

- ラグジュTV 1754 五十嵐亜梨沙 33歳 コンサルタント(元芸能人)  「Hがしたい…です。」 笑顔が絶えない透明感あふれるFカップ美女が出演! 高嶺の花が一糸乱れます!（1月10日、ラグジュTV）
- さくら (d001)（2月9日、ドッキング!!）
- みさき (hmdnc693)（2月10日、ハメドリネットワークSecondEdition）
- さくら（2月16日、昭和以上熟女未満）
- S183ちゃん & S183ちゃん（2月23日、蜃気楼）
- さくら (grec007)（4月19日、ION 街録裏垢ch）
- さくら先生 (oreco697)（5月8日、俺の素人-Z-）
- さくらさん (oremo192)（6月2日、俺の素人-Z-）

- みさきさん (sbkd014)（3月4日、素人バキバキ動画）

### イメージビデオ
2021年
- とても素敵な夜だから 岬さくら（4月23日、クレイン）

2022年
- Sweet Time 岬さくら（1月1日、ファインピクチャーズ）
- ヘアーヌード 岬さくら（5月26日、スパークビジョン）

### 写真集
- 岬さくら写真集『ゆめさくら』（2021年4月27日、ジーウォーク、撮影：吉場正和）[37] ISBN 978-4-86717-172-1

### デジタル写真集
2021年
- 櫻美雪 × 桜空もも × 岬さくら　ヘアヌードさくらを見る会2021 週刊ポストデジタル写真集（3月29日、小学館、撮影：井上たろう）[38]
- FLOWER 岬さくら voi.01～voi.05（7月19日、ジーウォーク、撮影：吉場正和）[39][40][41][42][43]

2022年
- Sweet Time デジタル写真集 岬さくら（3月5日、ファインピクチャーズ）[44]
- ヘアーヌード 岬さくら（4月29日、スパークビジョン、撮影：SKS）

2023年
- サクラ咲く季節に。【グラビア写真集】岬さくら（3月17日、プレステージ出版、撮影：門嶋淳矢）
- サクラ咲く季節に。【ヌード写真集】岬さくら（3月17日、プレステージ出版、撮影：門嶋淳矢）

2024年
- THE CAMEL YOGA 〜マンスジ〜 岬さくら（3月27日、TROIS出版）
- 蜜会 岬さくら フローラル（4月1日、プランドール、撮影：合田好宏）
- 交撮記録 岬さくら（5月20日、プランドール、撮影：合田好宏）

## 出演

### テレビ
- セクシー女優カラオケグランプリ ～キラキラした思い出を添えて～（2021年3月31日、BSスカパー）[45]

### ウェブテレビ
- ロンドンハーツABEMA特別編（2022年5月31日、ABEMA）アンケート協力[46]
- 鶴瓶&ナイナイのちょっとあぶないお正月（2023年1月2日、ABEMA） - トップガン美女役
- 救星戦隊ワクセイバー スペシャル（2025年2月14日 - 、GIGA特撮チャンネル） - 獣翼聖グー＝リフォーナ 役

### オリジナルビデオ
- HEROINE征伐 スパンデクサー・コスモエンジェル（2024年10月11日、ZENピクチャーズ）※主演（スパンデクサー 役）[47]

### ミュージックビデオ
- t-Ace『LINEはもう返さない』（2021年3月12日、配信限定シングル）

### ポッドキャスト
- 岬さくらのさくらじ♡（2022年6月1日 - 、ラジオクロニクル）[48]

### 舞台
- GIGAスーパーヒロインライブ Vol.18（2024年6月1日、秋葉原From Scratch）- サンエンジェル/ミスティックブルー 役[49]
- GIGAスーパーヒロインライブ Vol.26（2025年3月1日、秋葉原From Scratch）- セーラーアーレス/サイリュウピンク 役[50]

### ラウンドガール
- ムエタイの試合BOM WAVE07 The2ndのラウンドガールを務める（2021年12月5日）[51][52]

### ゲーム
- 銀行マンの下剋上～バラ色人生を目指して～（2022年12月6日、AV GAMES、フュージョンプロジェクト）- パティシエ・岬さくら 役[53]
- 社長と美女たちの二重奏（2024年3月6日[54]、CREAM SOFT）- 甘城亜衣梨 役[55]

### 雑誌グラビア
2020年
- 「ドラマやCMにも出演していた元芸能人の柔肌Fカップ   すべてをさらしたAVデビュー 私脱ぎます岬さくら」『週刊アサヒ芸能』 9/10号 (発売日2020年09月02日、徳間書店、撮影者：クレジットなし）
- 「 岬さくらテレビ、雑誌に出演多数の芸能人が脱いだ!! 八頭身モデル美女が決意のヌード」『週刊実話』 9/10号（日本ジャーナル出版、撮影：門嶋淳矢）
- 「美しすぎて業界が騒然となった元芸能人セクシー女優2人のエロすぎるヌードグラビア!! 七ツ森りり 岬さくら」『エキサイティングマックス! Special 151 (エキサイティングマックス!』 2020年11号増刊号 (発売日2020年10月10日、楽楽出版）

2021年
- 「元芸能人 岬さくら 日だまりヘア公開　テレビ出演多数の美女が見せた!!」『週刊実話』 2/11号（日本ジャーナル出版、撮影：門嶋淳矢）
- 「さくらを見る会」『週刊ポスト』4月9日号(小学館、撮影：井上たろう）
- 「岬さくら 日本一のヘアヌード」『週刊現代』 5月22・29日号(講談社)
- 「岬さくら 湯花満開 温泉に咲き乱れる“さくら”の花」『週刊実話』5/27号（日本ジャーナル出版、撮影：吉場正和）

### 雑誌記事
2021年
- 「満開のさくら AV女優を見よう」『週刊プレイボーイ』№16　2021/4/19号（集英社）
- 「AV女優たちのモーニング&ナイトルーティーン」『EX大衆』5月号（双葉社）

### 新聞
2020年
- 「岬さくら 元アイドル・芸能人が脱ぎまくり！　少女のような...」『九州スポーツ』9月5日（土）28面（東京スポーツ新聞社
- 「岬さくら 元アイドル・芸能人が脱ぎまくり！　少女のような...」『東京スポーツ』9月6日（日）23面（東京スポーツ新聞社）
- 「岬さくら 元アイドル・芸能人が脱ぎまくり！　少女のような...」『中京スポーツ』9月6日（日）27面（東京スポーツ新聞社）
- 「岬さくら 元アイドル・芸能人が脱ぎまくり！　少女のような...」『大阪スポーツ』9月6日（日）23面（東京スポーツ新聞社）
- 「岬さくら ガマンしても止まらぬ...」『九州スポーツ』11月14日（土）29面（東京スポーツ新聞社）
- 「岬さくら ガマンしても止まらぬ...」『東京スポーツ』11月15日（日）23面（東京スポーツ新聞社）
- 「岬さくら ガマンしても止まらぬ...」『中京スポーツ』11月15日（日）27面（東京スポーツ新聞社）
- 「岬さくら ガマンしても止まらぬ...」『大阪スポーツ』11月15日（日）23面（東京スポーツ新聞社）

2021年
- 「岬さくら 上品な仮面の下は...肉食妻」『九州スポーツ』4月2日（金）17面（東京スポーツ新聞社）
- 「岬さくら 上品な仮面の下は...肉食妻」『東京スポーツ』4月3日（土）19面（東京スポーツ新聞社）
- 「岬さくら 上品な仮面の下は...肉食妻」『中京スポーツ』4月3日（土）19面（東京スポーツ新聞社）
- 「岬さくら 上品な仮面の下は...肉食妻」『大阪スポーツ』4月3日（土）19面（東京スポーツ新聞社）